# Automatischer Stabilisator
Automatischer Stabilisator beschreibt einen fiskalpolitischen Mechanismus zur Konjunkturstabilisierung, der den Umfang staatlicher Einnahmen und Ausgaben gegenläufig zum Konjunkturverlauf variiert und damit die Gesamtwirtschaft kurzfristig stabilisiert. Mit diesem Instrument können die für eine situationsspezifische Wirtschaftspolitik charakteristischen zeitlichen Verzögerungen, die durch Analyse- und Entscheidungsprozesse der Regierung und Verwaltung entstehen, vermieden und die Zeit bis zum Wirken mittel- bis langfristiger Effekte auf der Basis von politischen Beschlüssen überbrückt werden.

## Wirkung

### Voraussetzungen
Der Stabilisierungsapparat basiert auf drei Voraussetzungen:
1. Im Rahmen eines Konjunkturverlaufes schwanken die öffentlichen Einnahmen bzw. Ausgaben (= automatische Flexibilität oder built-in-flexibility).
2. Der Konjunkturverlauf wird durch die variierenden Steuereinnahmen bzw. Staatsausgaben gedämpft, wodurch die konjunkturelle Entwicklung stabilisiert wird (= built-in-stabilizer).
3. Es gelten keine politischen Vorgaben, die den Mechanismus entkräften und diesen so in einen Destabilisator umformen.

Die Wirkungen dieses volkswirtschaftlichen Instrumentes können sowohl von sich innerhalb eines Konjunkturzyklus verändernden Steueraufkommen oder Sozialbeiträgen, als auch von konjunkturell variierenden Staatsausgaben, vor allem soziale Leistungen, ausgehen.

### Stationäre Wirtschaft
Als Beispiel ist hier das Arbeitslosenversicherungssystem zu nennen, welches die Konjunktur über die Einnahmeseite sowie über die Ausgabenseite zu dämpfen vermag:
Während der Hochkonjunktur sinkt die Arbeitslosigkeit und es verringert sich die Menge von Unterstützungszahlungen an Arbeitslose. Die Beiträge an die Bundesanstalt für Arbeit nehmen zu, folglich wird das kaufkräftige Einkommen gemindert. Insgesamt ergibt sich eine dämpfende Wirkung auf die boomende Wirtschaft. In Zeiten der Stagnation bzw. des Abschwungs nehmen die Arbeitslosenversicherungsbeiträge ab und Zahlungen an Arbeitslose zu, die effektive Nachfrage geht allerdings weniger zurück, als es bei Nichtvorhandensein eines solchen Versicherungssystems der Fall wäre.
Ein wesentlicher Faktor für den Umfang der automatischen Flexibilität der Steuereinnahmen und des damit verbundenen Stabilisierungseffektes ist die Aufkommenselastizität (Elastizität (Wirtschaft)) des Steuersystems. Je größer diese ist, umso erheblicher sind die Schwankungen des Steueraufkommens während der Konjunktur. Des Weiteren ist die Aufkommenselastizität des Steuersystems von den Elastizitäten der einzelnen Steuern (direkte und indirekte Steuern) sowie deren Gewicht innerhalb des Systems abhängig. Ein hoher Wert der Aufkommenselastizität ist für die stabilisierende Wirkung von Vorteil: Je höher die Aufkommenselastizität, desto höher sind die in der Hochkonjunktur anfallenden Steuermehreinnahmen bzw. im Rahmen des Abschwungs die Steuermindereinnahmen. Überproportionale Steuermehreinnahmen im Boom wirken einkommensentziehend und dämpfen damit den Aufschwung, überproportionale Steuermindereinnahmen in der Rezession wirken entlastend für die Bürger und bewirken ein höheres, kaufkräftiges Einkommen.
Die automatische Dämpfung des Konjunkturverlaufs setzt Folgendes voraus:
1. Im Rahmen der Stagnation bzw. des Abschwungs werden Steuermindereinnahmen nicht durch eine Minderung der Staatsausgaben ausgeglichen, ebenso werden in der Hochkonjunktur nicht mehr Staatsgelder ausgegeben, obwohl Steuermehreinnahmen dies ermöglichen könnten. Ein Ausgleich des Staatshaushaltes würde zu einem automatischen Destabilisator führen.
2. Das Steueraufkommen verläuft annähernd synchron zum Verlauf einer Konjunktur. Eine verzögerte Aufkommensentwicklung würde den automatischen Stabilisierungseffekt vermindern oder sogar zu einem Destabilisator umformen.

### Wachsende Wirtschaft
Für die Betrachtung im Rahmen einer wachsenden Wirtschaft muss man einige besondere Punkte einbeziehen:
1. Eine hohe Aufkommenselastizität bedingt ein schnell wachsendes Steueraufkommen, damit steigt die Steuerlastquote („fiscal dividend“ eines progressiven Steuersystems). Ist die Aufkommenselastizität einzelner Steuern besonders hoch, steigt deren Anteil am Gesamtsteueraufkommen, während der Anteil anderer, indirekter Steuern sinkt.
2. Die Effekte einer hohen Aufkommenselastizität hängen wesentlich von der Entwicklung der Staatsausgaben ab.
Wird das überproportional hohe Steueraufkommen nicht durch entsprechende Ausgaben ausgeglichen, d. h. entspricht die Wachstumsrate der Staatsausgaben der Wachstumsrate des Volkseinkommens, ergeben sich im Verlauf wachsende Budgetüberschüsse und daraus resultierend zunehmende Entzugswirkungen („fiscal drag“). Damit wirkt sich das progressive Steuersystem als geldpolitische Bremse aus und behindert das Ziel der Vollbeschäftigung.
Steuersenkungen oder höhere Staatsausgaben könnten diesem Mechanismus entgegenwirken.
Nehmen die Staatsausgaben im Verlauf entsprechend dem variierenden Steueraufkommen zu, kann die Konjunktur stabilisiert werden, indem in der Hochkonjunktur automatisch Budgetüberschüsse und in der Rezession automatisch Budgetdefizite gebildet werden. Ein Anstieg der Staatsausgaben überproportional zum Anstieg des Steuereinkommens würde im Konjunkturverlauf eine Bildung von Budgetdefiziten bedingen. Finanziert die Wirtschaft diese Defizite durch Kredite, wird eine Inflation initiiert und der private Sektor zurückgedrängt. Dienen private Ersparnisse zum Ausgleich der Budgetdefizite, steigen die Zinssätze an und die private Nachfrage nach Investitionsmöglichkeiten lässt nach.
Seit der Vereinigung Deutschland 1990 sind die Staatsausgaben überproportional zum Steueraufkommen gestiegen, d. h. hohe Budgetdefizite haben sich gebildet.
Insgesamt wird die Konjunktur nur kurzfristig über automatische Mechanismen gedämpft und damit stabilisiert. Langfristig wirken diese Instrumente eher als Destabilisatoren und können konjunkturelle Schwankungen nicht beseitigen. Hierzu sind komplexere geldpolitische Maßnahmen notwendig.

## Mikrosimulationsmodelle
Basierend auf den Steuer- und Transfergesetzen vom 1. Januar 2008 dienen die Mikrosimulationsmodelle EUROMOD (19 europäische Länder) und TAXSIM (USA) der Berechnung von Steuern und Transfers für stellvertretende Haushalts-Mikrodatensätze, um damit die Effekte der automatischen Stabilisatoren abschätzen zu können. Mit Hilfe dieser Modelle ist es möglich Auswirkungen auf das Haushaltseinkommen zu analysieren, dabei werden im Sinne eines kontrollierten Experimentes einzelne Faktoren variiert bzw. konstant gehalten.

## Beispiele

### Progressive Einkommensteuer
Bei der progressiven Einkommensteuer werden mit steigendem Einkommen steigende Steuersätze veranschlagt. Während der Aufschwungphase der Konjunktur steigt das Aufkommen dieser Steuer schneller als das Volkseinkommen. Das staatliche Haushaltsdefizit verringert sich bzw. es entsteht ein Haushaltsüberschuss.
In der Rezession sinkt das Steueraufkommen schneller als das Volkseinkommen. Es entsteht ein Haushaltsdefizit bzw. dieses vergrößert sich. Wenn der Staat das dadurch entstehende Haushaltsdefizit nicht durch Steuererhöhungen oder Ausgabenkürzungen zu verhindern sucht, entsteht eine automatische fiskalpolitische Konjunkturstabilisierung.

### Arbeitslosenversicherung
Im konjunkturellen Abschwung steigt die Arbeitslosigkeit. Dadurch sinken die Einnahmen aus den Versicherungsbeiträgen und die Ausgaben der Arbeitslosenversicherung steigen. Auch hier entsteht durch die Mehrausgaben ein Defizit, das auf fiskalischem Kanal konjunkturstabilisierend wirkt.

### Arbeitslosenversicherung (Schweiz)
In der Schweiz spielt die automatische Konjunkturstabilisierung durch die Arbeitslosenversicherung eine sehr wichtige Rolle. Während der normalen Rezessionen entspricht der Effekt der automatischen Stabilisatoren etwa einem Prozent des Bruttoinlandproduktes, in schwereren Zeiten sogar noch mehr. In der Schweiz erzeugen im Durchschnitt eines Jahres 10000 Arbeitslose Ausgaben der Arbeitslosenversicherung von 300 bis 400 Millionen Franken, bei einer für 2009 geschätzten Zahl von 170000 Arbeitslosen ergeben sich über 4 Milliarden Franken, die als Unterstützung an Arbeitslose gezahlt werden und damit in den Konsum fließen, wodurch die Rezession gedämpft und die Konjunktur stabilisiert werden kann.

## Finanzkrise ab 2007
In der Finanzkrise ab 2007 wurden die automatischen Stabilisatoren durch staatliche Konjunkturprogramme ergänzt, tendenziell umso mehr, je schwächer die nationalen automatischen Stabilisatoren ausgeprägt waren.